# 纳瑙塔
纳瑙塔（Nanauta），是印度北方邦Saharanpur县的一个城镇。总人口16992（2001年）。

## 人口
该地2001年总人口16992人，其中男性9005人，女性7987人；0—6岁人口3080人，其中男1752人，女1328人；识字率52.28%，其中男性为60.12%，女性为43.43%。